# 森本茉莉
森本 茉莉（もりもと まりぃ、2004年〈平成16年〉2月23日 - ）は、日本のアイドルであり、女性アイドルグループ日向坂46のメンバーである。東京都出身。Seed & Flower所属。

## 略歴
2018年（平成30年）8月19日、『坂道合同新規メンバー募集オーディション』に合格。坂道研修生として活動を開始する。
2019年（令和元年）10月30日より開催された『坂道グループ合同研修生ツアー』では、日向坂46の2ndシングル表題曲「ドレミソラシド」のセンターポジションを担当した。
2020年（令和2年）2月16日、SHOWROOM配信にて、日向坂46に3期生として配属されることが発表された。同年7月31日、『HINATAZAKA46 Live Online, YES! with YOU! ～“22人”の音楽隊と風変わりな仲間たち～』で、日向坂46のメンバーとしてステージデビュー。同年9月23日に発売された日向坂46の1stアルバム『ひなたざか』より、同グループの音楽作品に参加している。
2022年（令和4年）3月、高校を卒業したことを発表した。
2023年（令和5年）7月12日より上演された舞台『幕が上がる』で、同じく日向坂46のメンバーである山口陽世と共にW主演を務めた。同年11月8日に発売された日向坂46の2ndアルバム『脈打つ感情』の収録曲「青春ポップコーン」では、初めてセンターポジションを担当している。
2024年（令和6年）2月27日、自身のInstagramアカウントを開設した。

## 人物
身長162 cm。愛称は、まりぃ、まりもと。グループの冠番組『日向坂で会いましょう』（テレビ東京）でのクイズ企画で、自身の早押しボタンに「天才」と貼ったことから「天才○○」といじられることもある。名前である「茉莉」は中国語でジャスミンを意味する「茉莉花」が由来。 
父親の仕事の関係で、幼少期はフランスのパリに住んでいた。また、実家が豪邸であるとメンバーから言われており、卓球台、ジム、サウナなどがあるというが、倹約家のエピソードも多く、「お嬢様」と言われるのに戸惑いがあると言う。
『日向坂で会いましょう』（テレビ東京）内の企画「真夜中の懺悔大会」では、自身の兄の貯金箱からお金を一度ならず少し抜いて、気が付かれても白を切ったという話を披露した。MCのオードリー・若林正恭に「まりもと激ヤバじゃん」と評され、最終的に懺悔室でタライを落とされる。以来、同番組では森本の紹介に「激ヤバ」と付けられるようになる。なお、その後放送された『日向坂46松田好花の日向坂高校放送部』（ニッポン放送）では、学生時代より周囲から「激ヤバ」と言われていたことを明かしている。

### 嗜好・趣味
好きな食べ物として、かき氷を挙げている。元日向坂46メンバーの宮田愛萌と共に訪れた店で食したかき氷がきっかけで好きになったといい、週に3回、冬にも50杯近く食べると語っている。同じく日向坂46に所属する山口陽世ともよく一緒に食べに行くと語っている。
自身と同じく日向坂46に所属するメンバーから、「食いしん坊」であると指摘されている。2期生の松田好花は森本について、「胃がブラックホールと呼ばれるほど食い意地の強いメンバー」と述べているほか、2期生の金村美玖からは「限度を知らなくて、食べてお腹を壊している姿を何度も見ている。学ばない」と言及されている。
山梨県が好きであると語っており、「第二の故郷のような存在」であるとも述べている。
愛犬家で、黒柴の「ブラック」、白柴の「スノウ」の2匹を飼っている。

### 日向坂46
ペンライトカラーは、    オレンジ ×     ブルー。
キャッチコピーは、「もーっともーっともりもっと、幸せもーっともりもっと」。
推しメンであった元乃木坂46の齋藤飛鳥がきっかけで、坂道シリーズへの加入を目指し、『坂道合同新規メンバー募集オーディション』に応募した。1年目は先輩とのコミュニケーションに悩んだと言うが、2年目の誕生日に変わることを決心する。『日向坂で会いましょう』（テレビ東京）内の企画を通じて意識が変わり、個性を出せるようになったと、メンバーや同番組のディレクターから評されるようになる。
同期生同士の仲がよく、2023年1月にはプライベートで大阪・京都に同期全員で旅行に行っている。また、山口陽世とは生年月日が同じである。
元日向坂46メンバーの宮田愛萌と仲が良く、両者のイニシャルが同じであることから、コンビ名を「MM姉妹」としている。このペアでグラビアや対談といった活動をしていた、プライベートで食事や旅行に行くこともある。

## 作品

### シングル
日向坂46
- 君しか勝たん（2021年5月26日、SRCL-11794/802）- EAN 4547366504392。
- 声の足跡（2021年5月26日、SRCL-11794/802）- EAN 4547366504392。
- Right?（2021年5月26日、SRCL-11796/7）- EAN 4547366504408。
- 膨大な夢に押し潰されて（2021年5月26日、SRCL-11802）- EAN 4547366504439。
- ってか（2021年10月27日、SRCL-11941/9）- EAN 4547366527520。
- 何度でも何度でも（2021年10月27日、SRCL-11941/9）- EAN 4547366527520。
- 思いがけないダブルレインボー（2021年10月27日、SRCL-11941/2）- EAN 4547366527520。
- アディショナルタイム（2021年10月27日、SRCL-11949）- EAN 4547366527568。
- 僕なんか（2022年6月1日、SRCL-12140/8）- EAN 4547366557145。
- 飛行機雲ができる理由（2022年6月1日、SRCL-12140/8）- EAN 4547366557145。
- ゴーフルと君（2022年6月1日、SRCL-12142/3）- EAN 4547366557152。
- 知らないうちに愛されていた（2022年6月1日、SRCL-12148）- EAN 4547366557176。
- 月と星が踊るMidnight（2022年10月26日、SRCL-12320/8）- EAN 4547366583045。
- HEY!OHISAMA!（2022年10月26日、SRCL-12320/8）- EAN 4547366583045。
- 一生一度の夏（2022年10月26日、SRCL-12328）- EAN 4547366583076。
- Am I ready?（2023年7月26日、SRCL-12610/8）- EAN 4547366625868。
- 接触と感情（2023年7月26日、SRCL-12610/1）- EAN 4547366625868。
- 愛のひきこもり（2023年7月26日、SRCL-12616/7）- EAN 4547366625905。
- ガラス窓が汚れてる（2023年7月26日、SRCL-12618）- EAN 4547366625899。
- 錆つかない剣を持て！（2024年5月8日、12860/8）- EAN 4547366670318。
- 恋とあんバター（2024年5月8日、12862/3）- EAN 4547366670325。
- 僕に続け（2024年5月8日、SRCL-12868）- EAN 4547366670301。
- 君を覚えてない（2024年9月18日、SRCL-13000/8）- EAN 4547366698114。
- 雪は降る 心の世界に（2024年9月18日、SRCL-13000/1）- EAN 4547366698152。
- 卒業写真だけが知ってる（2025年1月29日、SRCL-13120/8）- EAN 4547366719680。
- 孤独たちよ（2025年1月29日、SRCL-13120/1）- EAN 4547366719680。
- Love yourself!（2025年5月21日、SRCL-13270/8）- EAN 4547366743081。
- You are forever（2025年5月21日、SRCL-13270/1）- EAN 4547366743081。
- 海風とわがまま（2025年5月21日、SRCL-13278）- EAN 4547366743128。

### アルバム
日向坂46
- ひなたざか（2020年9月23日、SRCL-11580/4）- EAN 4547366470109。
- 脈打つ感情（2023年11月8日、SRCL‐12720/6）‐ EAN 4547366647020。

### 映像作品
- MARIE IN WONDERLAND（2021年5月26日）- EAN 4547366504408。
- ひなたの夏休み（2021年10月27日）- EAN 4547366527520。
- ひなたのバス旅（2022年6月1日）- EAN 4547366557269、EAN 4547366557183。
- 日向坂46 3周年記念MEMORIAL LIVE 〜3回目のひな誕祭〜 in 東京ドーム（2022年7月20日）- EAN 4547366568318、EAN 4547366568301。
- 渡邉美穂 卒業セレモニー（2022年10月26日）- EAN 4547366583045、EAN 4547366583052。
- 希望と絶望（2022年12月21日）- EAN 4550450021729、EAN 4550450021736。
- 〜日向坂で会いましょう〜小坂菜緒のヒットキャンペーンで会いましょう（2023年1月1日）- EAN 4547366595918。
- 〜日向坂で会いましょう〜丹生明里の団体戦で会いましょう（2023年1月1日）- EAN 4547366595925。
- Happy Smile Tour 2022（2023年4月19日）- EAN 4547366612684、EAN 4547366612691。
- W-KEYAKI FES. 2022（2023年7月26日）- EAN 4547366625868、EAN 4547366625875。
- 日向坂46 4周年記念MEMORIAL LIVE 〜4回目のひな誕祭〜 in 横浜スタジアム（2023年9月13日）- EAN 4547366634235、EAN 4547366634228。
- 日向坂46「Happy Train Tour 2023」in 大阪城ホール（2023年11月8日）- EAN 4547366647020、EAN 4547366647037。
- ひらがなくりすます2018 & ひなくり2019〜2022 Complete Box（2023年12月24日）- EAN 4547366655889。
- 〜日向坂で会いましょう〜齊藤京子の野球を好きになりましょう（2024年1月31日）- EAN 4547366660821。
- 〜日向坂で会いましょう〜佐々木美玲のおひさまたちを釣りましょう（2024年1月31日）- EAN 4547366660791。
- 〜日向坂で会いましょう〜河田陽菜の秋頃に会いましょう（2024年1月31日）- EAN 4547366660784。
- 〜日向坂で会いましょう〜松田好花のリトルトゥースになりましょう（2024年1月31日）- EAN 4547366660807。
- 〜日向坂で会いましょう〜上村ひなのの三期生に出会いましょう（2024年1月31日）- EAN 4547366660814。
- 日向坂46 齊藤京子卒業コンサート&5周年記念MEMORIAL LIVE 〜5回目のひな誕祭〜 in 横浜スタジアム（2024年7月24日）- EAN 4547366690101、EAN 4547366690088。
- 11th Single ひなた坂46 LIVE 〜Director's Cut Collections〜（2024年9月18日）- EAN 4547366698114、EAN 4547366698121、EAN 4547366698145、EAN 4547366698152。
- Behind the scenes of 11th Single ひなた坂46 LIVE（2024年9月18日）- EAN 4547366698138。
- BEST MUSIC VIDEO COLLECTION 2015-2024（2024年12月3日）- EAN 4547366713909。
- 〜日向坂で会いましょう〜新年早々バトりましょう（2025年4月9日）- EAN 4547366731361。
- 〜日向坂で会いましょう〜OBKを炙り出しましょう（2025年4月9日）- EAN 4547366731323。
- 〜日向坂で会いましょう〜ポンコツたちを集めましょう（2025年4月9日）- EAN 4547366731330。
- 〜日向坂で会いましょう〜四期生を知ってもらいましょう（2025年4月9日）- EAN 4547366731354。
- 〜日向坂で会いましょう〜宮崎に行きましょう（2025年4月9日）- EAN 4547366731347。
- ひなたフェス2024（2025年5月21日）- EAN 4547366743081、EAN 4547366743098、EAN 4547366743104。
- Behind the scenes of ひなたフェス2024（2025年5月21日）- EAN 4547366743111。
- 日向坂46 6周年記念MEMORIAL LIVE 〜6回目のひな誕祭〜 in 横浜スタジアム（2025年7月23日）- EAN 4547366757309、EAN 4547366757316、EAN 4547366757323。

## 出演

### 舞台
- 幕が上がる（2023年7月12日 - 17日、サンシャイン劇場）- 主演・さおり 役[注 3][13][53]。